# روئینگ در المپیک تابستانی ۱۹۶۰
رویینگ در بازی‌های المپیک تابستانی ۱۹۶۰ نام رویداد ورزش رویینگ در بازی‌های المپیک تابستانی بود که در سال ۱۹۶۰ برگزار شد.

## جدول مدال‌ها
| رتبه  | کشور                      | طلا | نقره | برنز | مجموع |
| ۱     | تیم متحد آلمان (EUA)      | ۳   | ۱    | ۰    | ۴     |
| ۲     | اتحاد شوروی (URS)         | ۲   | ۲    | ۱    | ۵     |
| ۳     | ایالات متحده آمریکا (USA) | ۱   | ۰    | ۱    | ۲     |
| ۳     | چکسلواکی (TCH)            | ۱   | ۰    | ۱    | ۲     |
| ۵     | ایتالیا (ITA)             | ۰   | ۱    | ۱    | ۲     |
| ۶     | اتریش (AUT)               | ۰   | ۱    | ۰    | ۱     |
| ۶     | فرانسه (FRA)              | ۰   | ۱    | ۰    | ۱     |
| ۶     | کانادا (CAN)              | ۰   | ۱    | ۰    | ۱     |
| ۹     | لهستان (POL)              | ۰   | ۰    | ۱    | ۱     |
| ۹     | سوئیس (SUI)               | ۰   | ۰    | ۱    | ۱     |
| ۹     | فنلاند (FIN)              | ۰   | ۰    | ۱    | ۱     |
|       |                           |     |      |      |       |
| مجموع | مجموع                     | ۷   | ۷    | ۷    | ۲۱    |